# ワイズアカデミー杯
ワイズアカデミー杯（ワイズアカデミーはい）は、日本棋院主催、株式会社ワイズアカデミー協賛の囲碁の棋戦で、ローティーンのプロ棋士およびアマ選抜選手が参加する。2019年創設。ワイズアカデミー代表の大森善郎は、2025年に日本棋院が公表した運営方針への反発から一時休止を発表した。

## 出場棋士
- ローティーンのプロ棋士（第1回は4名、第2-3回は5名、第4回からは4名）
- 文部科学大臣杯 少年少女囲碁大会、花まる学習会杯ジュニア本因坊戦、全日本こども囲碁チャンピオン戦などの成績により、選考委員会から選抜されたアマ選手（第1回は4名、第2-3回は5名、第4回からは4名）

## 規定
- 全7回戦の総当たりリーグ戦
  - 参加者総数が10名の第2-3回は、全7回戦の準スイス方式。組み合わせ方法は、

1. 一回戦はプロとアマが対戦するように抽選を行う
2. 二回戦は勝者同士、敗者同士を対戦させる
3. 三回戦以降もなるべく、近ポイント同士を対戦させる

- 持ち時間30分、使い切ると1手30秒の秒読みと30秒の考慮時間10回（第4回）
  - 第1-2回は持ち時間30分で、5分前より秒読み
  - 第3回は持ち時間30分で、使い切ると1手30秒の秒読みと30秒の考慮時間5回
- 勝数で順位を決定（同勝数の場合は直接対決の勝者が上位）
- 手合割は、プロ同士/アマ同士は互先、プロ対アマは2子（持碁黒勝ち、第3回-。第1-2回は逆コミ5目半）

## 歴代優勝者と準優勝者
（左が優勝者）
1. 2019年 福岡航太朗、酒井佑規
2. 2020年 三浦太郎、大須賀聖良
3. 2021年 徐文燕、田中佑樹
4. 2022年 小西理章、保田翔太
5. 2023年 桑原樹、張心治
6. 2024年 志賀司、柳井一真